# Stigmaphyllon coccolobifolium
Stigmaphyllon coccolobifolium är en tvåhjärtbladig växtart som beskrevs av Brother Alain. Stigmaphyllon coccolobifolium ingår i släktet Stigmaphyllon och familjen Malpighiaceae. Inga underarter finns listade i Catalogue of Life.